# ISO 3166-2:TV
Die Liste der ISO-3166-2-Codes für  Tuvalu enthält die Codes für die Verwaltungsbezirke von Tuvalu.

Die Codes bestehen aus zwei Teilen, die durch einen Bindestrich voneinander getrennt sind. Der erste Teil gibt den Landescode gemäß ISO 3166-1 (für  Tuvalu TV), der zweite den Code für den Verwaltungsbezirk („Falekaupule“) wieder.
Die aktuellen Codes stehen auf der Seite der ISO unter #iso:code:3166:TV zur Verfügung.

Die Verwaltungsbezirke sind dabei unterteilt in eine Stadtgemeinde (englisch Town Council) und sieben Inselgemeinden (englisch Island Council).
| Verwaltungsbezirk | Code   |
| ----------------- | ------ |
| Funafuti 1)       | TV-FUN |
| Nanumanga         | TV-NMG |
| Nanumea           | TV-NMA |
| Niutao 2)         | TV-NIT |
| Nui               | TV-NUI |
| Nukufetau         | TV-NKF |
| Nukulaelae        | TV-NKL |
| Vaitupu           | TV-VAI |